# Leucinodes grisealis
Leucinodes grisealis là một loài bướm đêm trong họ Crambidae.